# Nasim Hosejni
Nasim Hosejni, Nassim Hosseini (ur. w 1994) – afgański lekkoatleta, skoczek w dal i trójskoczek.

## Rekordy życiowe
- Skok w dal (hala) – 5,38 (2011) były[1] rekord Afganistanu seniorów[2]
- Trójskok (hala) – 11,00 (2010) rekord Afganistanu seniorów[3][4], młodzieżowców[5], juniorów[6] i kadetów[7]